# Екатерина Десницкая
Екатерина Ивановна Десницкая (на украински: Катерина Іванівна Десницька) е украинска аристократка, жена на тайландския принц Чакрабона в периода 1906 – 1919 г. Историята на тяхната любов е описана в няколко литературни произведения.

## Биография
Родена е на 27 април 1886 г. в Луцк, Руска империя, днес в Украйна в семейството на държавен съветник Иван Степанович Десницки. Баща ѝ умира, когато тя е на 3 години. Заедно с майка си и по-големия си брат Иван живее в Киев. Учи във Фундуклеевската женска гимназия. След смъртта на майка през 1903 г. живее с брат си в Санкт Петербург. Завършва курс за милосърдна сестра и заминава за Далечния източник, където по това време се води Руско-японската война. Връща се от там с три награди, включително и Георгиевски кръст.
Запознава се с принца на Сиам Чакрабон, втори син на крал Рама V, който учи в Пажеския корпус в Санкт Петербург. През 1906 г. се жени за него. Венчавката се състои в Константинопол в гръцката църква св. Троица. Кралското семейство на Сиам приема хладно брака, а принца е изключен от наследствената линия за престола. На 28 март 1908 г. Екатерина ражда син, който нарекли Чула Чакрабон.
През 1919 г. брака между Екатерина и Чакрабона се разпада. Тя заминава за Шанхай, където е брат ѝ и има голяма украинска диаспора. След това се омъжва за американеца Гари Стоун и двамата заминават по-късно за Париж, където Десницкая остава докрая на живота си.